# FK Lwów
PFK Lwów (ukr. ПФК «Львів»), właśc. TzOW „Profesijnyj futbolnyj kłub »Lwów«” (ukr. ТзОВ «Професійний футбольний клуб „Львів“») – ukraiński klub piłkarski, mający siedzibę w mieście Lwów, na zachodzie kraju. Obecnie występuje w Premier-lidze.

## Historia
Chronologia nazw:
- 22.05.2006: FK Lwów (ukr. ФК «Львів»)

Klub piłkarski FK Lwów został założony w miejscowości Lwów 22 maja 2006 roku. W latach 1992-2001 już istniał klub z identyczną nazwą, który w 2001 roku został rozwiązany. Jego miejsce zajął drugi zespół Karpaty-2 Lwów.
W sezonie 2006/07 lwowianie zamienili w Pierwszej Lidze klub Hazowyk-Skała Stryj, który zbankrutował. Po sezonie 2007/08 klub awansował do Premier-lihi.
12 lipca 2012 roku klub został rozwiązany.
W 2016 klub został reaktywowany i w sezonie 2017/18 startował w rozgrywkach Drugiej Ligi.
21 maja 2018 roku Weres Równe ogłosił o swojej decyzji, że ma zamiar zamienić się z FK Lwów, w wyniku czego FK Lwów razem z kierownictwem rówieńskiego klubu awansuje bezpośrednio do Premier-Lihi, a Weres dołączy do Drugiej Ligi zamiast zespołu ze Lwowa.

## Barwy klubowe, strój
| Niebieski | Biały |

Klub ma barwy niebiesko-białe. Zawodnicy domowe spotkania zazwyczaj grają w białych koszulkach z niebieskimi wstawkami, białych spodenkach oraz białych getrach.

## Sukcesy

### Trofea międzynarodowe
Nie uczestniczył w rozgrywkach europejskich (stan na 31-05-2019).

### Trofea krajowe
| \| \| Zdobyte trofea w rozgrywkach Ukrainy (stan na: 31-05-2019) \| |                                                            |      |                  |
| Rozgrywki                                                           | Osiągnięcie                                                | Razy | Sezon(y)         |
| · Mistrzostwo                                                       | I miejsce                                                  | 0    |                  |
| · Mistrzostwo                                                       | II miejsce                                                 | 0    |                  |
| · Mistrzostwo                                                       | III miejsce                                                | 0    |                  |
| · Mistrzostwo                                                       | 6.miejsce                                                  | 1    | 2018/19          |
| Puchar                                                              | zdobywca                                                   | 0    |                  |
| Puchar                                                              | finalista                                                  | 0    |                  |
| Puchar                                                              | ćwierćfinalista                                            | 2    | 2017/18, 2018/19 |
| II liga                                                             | I miejsce                                                  | 0    |                  |
| II liga                                                             | II miejsce                                                 | 1    | 2007/08          |
| II liga                                                             | III miejsce                                                | 0    |                  |
| Ukraina                                                             | Zdobyte trofea w rozgrywkach Ukrainy (stan na: 31-05-2019) |      |                  |

- Druha liha (III poziom):
  - 5.miejsce 2017/18 (grupa A)
- Amatorskie Mistrzostwa Ukrainy:
  - 10.miejsce w grupie 1: 2016/17

## Poszczególne sezony

### Rozgrywki międzynarodowe
Nie uczestniczył w rozgrywkach o Puchary europejskie.

### Rozgrywki krajowe
| \| Ukraina \| Bilans występów klubu w rozgrywkach piłkarskich Ukrainy (Stan na 31 maja 2019 r.) \| \| |                                                                                   |        |       |   |   |   |    |    |     |                      |        |        |      |
| Poziom                                                                                                | Rozgrywki                                                                         | Sezony | Mecze | Z | R | P | B+ | B– | Pkt | Lata                 | Awanse | Spadki | Naj. |
| I | Premier-liha                                                                      | 2      |       |   |   |   |    |    |     | 2008/09, od 2018     | 0      | 1      | 6    |
| II | Persza liha                                                                       | 5      |       |   |   |   |    |    |     | 2006–2008, 2009–2012 | 1      | 1      | 2    |
| III                                                                                                   | Druha liha                                                                        | 1      |       |   |   |   |    |    |     | 2017/18              | 1      | 0      | 5    |
| IV | Amatorska liha                                                                    | 1      |       |   |   |   |    |    |     | 2016/17              | 0      | 0      | 10   |
| | Puchar Ukrainy                                                                    | 8      |       |   |   |   |    |    |     | 2006–2012, od 2017   | 0      | 0      | 1/4  |
| Ukraina                                                                                               | Bilans występów klubu w rozgrywkach piłkarskich Ukrainy (Stan na 31 maja 2019 r.) |        |       |   |   |   |    |    |     |                      |        |        |      |

## Piłkarze, trenerzy, prezydenci i właściciele klubu

### Piłkarze

#### Aktualny skład
Stan na 12.02.2022:
| Nr | Poz. | Piłkarz             |
| -- | ---- | ------------------- |
| 3  | OB   | Nazariy Muravskyi   |
| 4  | OB   | Enes Mahmutovic     |
| 5  | PO   | Ołeksij Dowhy       |
| 6  | OB   | Mihai Leca          |
| 7  | PO   | Bogdan Myshenko     |
| 9  | OB   | Oleksiy Zozulya     |
| 10 | PO   | Faruku Miya         |
| 11 | NA   | Vladyslav Bugay     |
| 12 | BR   | Orest Kostyk        |
| 13 | NA   | Nazarij Nycz        |
| 15 | OB   | Borys Krushynskyi   |
| 21 | OB   | Oleksandr Romanchuk |

| Nr | Poz. | Piłkarz                 |
| -- | ---- | ----------------------- |
| 24 | OB   | Volodymyr Yakimets      |
| 25 | PO   | Frane Cirjak            |
| 27 | OB   | Andriy Busko            |
| 29 | NA   | Artur Remenyak          |
| 31 | BR   | Ołeksandr Iljuszczenkow |
| 47 | NA   | Maksym Hrysio           |
| 55 | BR   | Ivan Ponomarenko        |
| 73 | PO   | Oleksandr Vasyliev      |
| 89 | PO   | Serhij Polityło         |
| 98 | NA   | Dmytro Semeniv          |
|    | NA   | Welves                  |
|    | OB   | Issiar Dramé            |

#### Piłkarze na wypożyczeniu
| Nr | Poz. | Piłkarz                                         |
| -- | ---- | ----------------------------------------------- |
|    | OB   | Oleksiy Dovgyi (wypożyczony do Kołos Kowaliwka) |

### Trenerzy
- 05.2006–04.2007:  Bohdan Bandura
- 04.2007–05.2007:  Wjaczesław Mawrow (p.o.)
- 05.2007–09.2008:  Stepan Jurczyszyn
- 10.2008:  Roman Łaba (p.o.)
- 14.10.2008–16.06.2009:  Serhij Kowałeć
- 16.06.2009–08.08.2009:  Jurij Benio
- 08.08.2009–19.08.2009:  Wjaczesław Mawrow (p.o.)
- 19.08.2009–10.11.2009:  Ihor Jaworski
- 01.01.2010–18.04.2010:  Algimantas Liubinskas
- 19.04.2010–22.06.2010:  Wiktor Riaszko (p.o.)
- 23.06.2010–29.06.2011:  Ołeksandr Riabokoń
- 29.06.2011–12.09.2011:  Roman Łaba
- 25.09.2011–1.02.2012:  Roman Marycz (p.o.)
- 1.02.2012–09.06.2012:  Wołodymyr Żurawczak
- 2012–2016: klub nie istniał
- 08.2016–06.05.2018:  Andrij Czich
- 08.05.2018–21.05.2018:  Andrij Chanas
- 21.05.2018–29.06.2018:  Andrij Demczenko (p.o.)
- 04.07.2018–14.08.2018:  Gilmar
- 16.08.2018–8.04.2019:  Jurij Bakałow
- 16.04.2019–10.09.2019:  Bohdan Bławacki
- 10.09.2019–31.10.2019:  Wołodymyr Maziar
- 31.10.2019–21.06.2020:  Jegisze Melikian
- 22.06.2020-27.09.2020:  Giorgi Tsetsadze
- 29.10.2020-1.03.2021:  Vitaliy Shumskyi
- 2.03.2021-25.08.2021:  Anatolij Bezsmertny
- 26.08.2021-5.09.2021:  Taras Chopyk
- 6.09.2021-...:  Aleh Dułub

### Prezydenci
- 2001–2006: Ołeksandr Omelczenko (Administracja miasta Kijów)
- 2006–2009: Jurij Kindzerski
- 2009–2012: Związek Piłki Nożnej w obwodzie lwowskim (na czele z Jarosław Hrysio)
- 2016–2018: Roman Mychajliw
- 2018–...: Bohdan Kopytko

## Struktura klubu

### Stadion
Klub rozgrywa swoje mecze domowe na stadionie Skif we Lwowie, który może pomieścić Lwów widzów. Wcześniej występował na lwowskich stadionach SKA (16724 widzów) i Ukraina (27925 widzów) oraz na Kniaża-Arena (3220 widzów) w Dobromilu.

### Inne sekcje
Klub prowadzi drużyny dla dzieci i młodzieży w każdym wieku. Również funkcjonuje kobieca sekcja piłki nożnej FK Lwiw-Jantaroczka.

### Sponsorzy
Sponsorem technicznym jest od 2019 amerykańska firma Nike. Sponsorem głównym jest od 2019 firma AhroVista. W sezonie 2018/19 sponsorem technicznym włoska firma Legea, a głównym sponsorem Glusco (sieć CPN). Od 2006 do 2012 roku głównym sponsorem była Kniaża (firma ubezpieczeniowa), innymi sponsorami byli Dobromyl, Persza Prywatna Browarnia (browar), a sponsorem technicznym była włoska firma Lotto.

## Kibice i rywalizacja z innymi klubami

### Kibice
Podczas swojego istnienia klub nie osiągnął stałej popularności we Lwowie (gdzie większość kibiców tradycyjnie wspiera Karpaty Lwów). Znane grupy kibiców Lemberg Legion i Leopolitans Ultras. Fani klubu utrzymują dobre relacje z fanami Enerhetyka Bursztyn i Weresu Równe oraz wrogo traktują fanów Karpat Lwów, Bukowyny Czerniowce, Nywy Tarnopol, Howerły Użhorod i Wołyni Łuck.

### Rywalizacja
Największymi rywalami klubu są inne zespoły z miasta oraz sąsiednich obwodów.
- Bukowyna Czerniowce
- Karpaty Lwów
- Nywa Tarnopol
- Prykarpattia Iwano-Frankiwsk
- Skała Stryj
- Wołyń Łuck
- Zakarpattia Użhorod

### Derby
Najbardziej zagorzały mecz z udziałem klubu to Derby Lwowa z Karpatami, zawsze trzymane w bardzo napiętej atmosferze.
- Karpaty Lwów
- Ruch Lwów